# Championnat d'Azerbaïdjan de football 2025-2026
Navigation
Édition précédente Édition suivante
La saison 2025-2026 du championnat d'Azerbaïdjan de football est la trente-quatrième édition de la première division en Azerbaïdjan. La saison débutera le 15 août.
Contrairement aux saisons précédentes, il a été décidé de supprimer la limite de joueurs étrangers (légionnaires) à partir de la saison 2025/2026, et une taxe sera appliquée à tous les joueurs étrangers, qu'ils soient ou non membres de l'équipe nationale de leur pays. De plus, les clubs qui alignent des joueurs locaux recevront un bonus calculé selon une méthode spéciale. Ces bonus seront financés par les recettes issues des taxes sur les joueurs étrangers. Il a également été décidé d’augmenter le nombre d’équipes de 10 à 12 à partir de cette saison.
Lors de la saison 2025/2026, une rencontre de barrage à match unique se déroulera sur un terrain neutre entre l’équipe classée 11ᵉ en Premier League d’Azerbaïdjan et le club arrivé 2ᵉ en Première Ligue. L’équipe gagnante obtiendra le droit de participer à la saison suivante en Premier League. L’équipe classée dernière sera reléguée en Première Ligue, tandis que le champion de la division inférieure sera directement promu en Premier League.
Avant le début de la saison, lors de la réunion de la Commission des licences de l’AFFÁ tenue le 8 mai 2025, les licences de participation aux compétitions de la Premier League pour la saison 2025/2026 ont été attribuées aux clubs Baku Sporting, Difai, İmişli, Karvan, Kapaz, Qabala, Sabail et Shamakhi.
La cérémonie de tirage au sort pour la saison 2025/2026 aura lieu le 18 juillet 2025 à 15h00, heure locale, au complexe « Flame Towers».

## Participants
- Qarabağ FK
- Sabah FC
- FK Neftchi Bakou
- Zirə FK
- PFK Turan Tovuz
- Kapaz PFC
- FK Sumgayit
- Araz Nakhitchevan
- FK Qabala - promu de D2
- FK Karvan - promu de D2
- Imishli - promu de D2

### Classement
Le classement est calculé avec le barème de points suivant : une victoire vaut trois points, le match nul un. La défaite ne rapporte aucun point.
En cas d'égalité de points les critères sont : 
1. le plus grand nombre de points en confrontation directe;
2. la différence de but dans les confrontations directes ;
3. plus grand nombre de buts ;
4. plus grand nombre de buts à l'extérieur dans les confrontations directes ;
5. plus grande différence de buts générale ;
6. plus grand nombre de buts marqués

| Rang | Équipe            | Pts | J | G | N | P | Bp | Bc | Diff |
| ---- | ----------------- | --- | - | - | - | - | -- | -- | ---- |
| 1    | Qarabağ FK T      |     |   |   |   |   |    |    |      |
| 2    | Zirə FK           |     |   |   |   |   |    |    |      |
| 3    | Sabah FC          |     |   |   |   |   |    |    |      |
| 4    | FK Sumgayit       |     |   |   |   |   |    |    |      |
| 5    | FK Neftchi Bakou  |     |   |   |   |   |    |    |      |
| 6    | PFK Turan Tovuz   |     |   |   |   |   |    |    |      |
| 7    | Imishli P         |     |   |   |   |   |    |    |      |
| 8    | Araz Nakhitchevan |     |   |   |   |   |    |    |      |
| 9    | Kapaz PFC         |     |   |   |   |   |    |    |      |
| 10   | FK Qabala P       |     |   |   |   |   |    |    |      |
| 11   | Shamakhi FK       |     |   |   |   |   |    |    |      |
| 12   | FK Karvan P       |     |   |   |   |   |    |    |      |

Qualifications européennes
Ligue des champions 2026-2027
- 1er : 2e tour de qualification

Ligue Europa 2026-2027
- 2e : 1er tour de qualification

Ligue Conférence 2026-2027
- 3e et 4e : 2e tour de qualification

Relégation en deuxième division
- 10e : relégation

Abréviations